# Parcoul-Chenaud
Parcoul-Chenaud község Franciaország Új-Aquitania régiójában, Dordogne megyében. Új községként 2016. január 1-jén jött létre két korábbi község: Parcoul és Chenaud egyesítésével. Lakosainak száma 809 fő (2022. január 1.).

## Népesség
| Lakosok száma | 775  | 782  | 789  | 796  | 800  | 809  |
|               | 2017 | 2018 | 2019 | 2020 | 2021 | 2022 |